# Listă de filme fantastice din anii 1980
Aceasta este o listă de filme fantastice din anii 1980:
| 1980 • 1981 • 1982 • 1983 • 1984 • 1985 • 1986 • 1987 • 1988 • 1989 |                                | |                                                                                    |                                       |
| Titlu                                                               | Regizor                        | Actori | Țara                                                                               | Note                                  |
| 1980                                                                |                                | |                                                                                    |                                       |
| Dumbrava minunată                                                   | Gheorghe Naghi                 | Diana Muscă, Ernest Maftei, Elena Drăgoi | România                                                                            |                                       |
| Flash Gordon                                                        | Mike Hodges                    | Sam J. Jones, Melody Anderson, Chaim Topol | Statele Unite ale Americii · Regatul Unit al Marii Britanii și al Irlandei de Nord | Film științifico-fantastic            |
| Hawk nimicitorul                                                    | Terry Marcel                   | Jack Palance, John Terry, Bernard Bresslaw | Statele Unite ale Americii · Regatul Unit al Marii Britanii și al Irlandei de Nord |                                       |
| Întoarcerea regelui                                                 | Jules Bass, Arthur Rankin, Jr. | Orson Bean, John Huston, Roddy McDowall | Statele Unite ale Americii                                                         | Film de televiziune, Film de animație |
| Xanadu                                                              | Robert Greenwald               | Olivia Newton-John, Gene Kelly, Michael Beck | Statele Unite ale Americii                                                         |                                       |
| 1981                                                                |                                | |                                                                                    |                                       |
| The Archer: Fugitive from the Empire                                | Nicholas Corea                 | Lane Caudell, Belinda Bauer, Victor Campos, Kabir Bedi, George Kennedy                                                                                       | Statele Unite ale Americii                                                         | Germană: de:Der Zauberbogen           |
| Bandiții timpului                                                   | Terry Gilliam                  | John Cleese, Sean Connery, Shelley Duvall | Regatul Unit al Marii Britanii și al Irlandei de Nord                              |                                       |
| Ciocnirea titanilor                                                 | Desmond Davis                  | Laurence Olivier, Harry Hamlin, Claire Bloom, Burgess Meredith, Maggie Smith, Ursula Andress, Judi Bowker, Siân Phillips, Laurence Olivier                   | Regatul Unit al Marii Britanii și al Irlandei de Nord · Statele Unite ale Americii |                                       |
| Excalibur                                                           | John Boorman                   | Nigel Terry, Nicol Williamson, Nicholas Clay | Statele Unite ale Americii                                                         |                                       |
| Heavy Metal                                                         | Gerald Potterton               | | Statele Unite ale Americii · Canada                                                | Film de animație                      |
| Vânătorul de dragoni                                                | Matthew Robbins                | Peter MacNicol, Caitlin Clarke, Ralph Richardson | Regatul Unit al Marii Britanii și al Irlandei de Nord                              |                                       |
| Przypadek                                                           | Krzysztof Kieslowski           | Boguslaw Linda, Tadeusz Lomnicki, Zbigniew Zapasiewicz | Polonia                                                                            |                                       |
| 1982                                                                |                                | |                                                                                    |                                       |
| Along Unknown Paths (ru)                                            | Mikhail Yuzovsky               | Tatyana Peltzer, Aleksandr Filippenko, Tatyana Aksyuta | Uniunea Republicilor Sovietice Socialiste                                          | [ 1 ]                                 |
| Ator the Fighting Eagle                                             | Joe D'Amato                    | Miles O'Keeffe, Sabrina Siani, Ritza Brown | Italia                                                                             |                                       |
| Stăpânul fiarelor                                                   | Don Coscarelli                 | Marc Singer, Tanya Roberts, Rip Torn | Statele Unite ale Americii                                                         |                                       |
| Conan Barbarul                                                      | John Milius                    | Arnold Schwarzenegger, James Earl Jones, Max von Sydow | Statele Unite ale Americii                                                         |                                       |
| Cristalul întunecat                                                 | Jim Henson, Frank Oz           | Jim Henson, Kathryn Mullen | Regatul Unit al Marii Britanii și al Irlandei de Nord                              |                                       |
| The Flight of Dragons                                               | Jules Bass, Arthur Rankin, Jr. | | Statele Unite ale Americii                                                         | Film de televiziune, Film de animație |
| Forbidden Zone                                                      | Richard Elfman                 | Hervé Villechaize, Susan Tyrrell | Statele Unite ale Americii                                                         |                                       |
| Ultimul inorog                                                      | Jules Bass, Arthur Rankin, Jr. | Alan Arkin, Jeff Bridges, Mia Farrow, Tammy Grimes, Robert Klein, Angela Lansbury, Christopher Lee, Keenan Wynn                                              | Statele Unite ale Americii · Regatul Unit al Marii Britanii și al Irlandei de Nord | Film de animație                      |
| The Secret of NIMH                                                  | Don Bluth                      | Hermione Baddeley, John Carradine, Dom DeLuise, Elizabeth Hartman, Derek Jacobi, Arthur Malet, Paul Shenar, Peter Strauss                                    | Statele Unite ale Americii                                                         | Film de animație                      |
| Sorceress                                                           | Jack Hill                      | Leigh Harris, Lynette Harris, Roberto Harris, David Millbern, Bruno Rey                                                                                      | Statele Unite ale Americii · Mexic                                                 |                                       |
| The Sword and the Sorcerer                                          | Albert Pyun                    | Lee Horsley, Kathleen Beller, Simon MacCorkindale | Statele Unite ale Americii                                                         |                                       |
| 1983                                                                |                                | |                                                                                    |                                       |
| Conquest                                                            | Lucio Fulci                    | Jorge Rivero, Andrea Occhipinti, Sabrina Siani | Italia · Mexic · Spania                                                            |                                       |
| Zonă moartă                                                         | David Cronenberg               | Christopher Walken, Brooke Adams, Tom Skerritt | Statele Unite ale Americii                                                         | Horror                                |
| Deathstalker                                                        | John Watson                    | Richard Hill, Barbi Benton, Richard Brooker | Statele Unite ale Americii                                                         |                                       |
| Fire and Ice                                                        | Ralph Bakshi                   | Randy Norton, Cynthea Leake | Statele Unite ale Americii                                                         | Film de animație                      |
| Krull                                                               | Peter Yates                    | Ken Marshall, Lysette Anthony, Freddie Jones | Statele Unite ale Americii · Regatul Unit al Marii Britanii și al Irlandei de Nord |                                       |
| The Man Who Wasn't There                                            | Bruce Malmuth                  | Steve Guttenberg, Jeffrey Tambor, Lisa Langlois | Statele Unite ale Americii                                                         |                                       |
| Thor the Conqueror                                                  | Tonino Ricci, Anthony Richmond | Conrad Nichols, Christopher Holm, Maria Romano | Italia                                                                             |                                       |
| Videodrome                                                          | David Cronenberg               | James Woods, Debbie Harry, Sonja Smits | Canada                                                                             | Horror, Science Fiction               |
| Zu Warriors                                                         | Tsui Hark                      | Yuen Biao | Hong Kong                                                                          |                                       |
| 1984                                                                |                                | |                                                                                    |                                       |
| The Princess and the Goblin                                         | József Gémes                   | Joss Ackland, Claire Bloom, Roy Kinnear, Sally Ann Marsh | Statele Unite ale Americii                                                         | Film de animație                      |
| Ator l'invincibile 2                                                | Joe D'Amato                    | Miles O'Keeffe, Lisa Foster, Charles Borromel | Italia                                                                             |                                       |
| Doi într-unul                                                       | Carl Reiner                    | Steve Martin, Lily Tomlin, Victoria Tennant | Statele Unite ale Americii                                                         |                                       |
| The Company of Wolves                                               | Neil Jordan                    | Angela Lansbury, David Warner, Stephen Rea | Regatul Unit al Marii Britanii și al Irlandei de Nord                              |                                       |
| Conan the Destroyer                                                 | Richard Fleischer              | Arnold Schwarzenegger, Grace Jones, Wilt Chamberlain | Statele Unite ale Americii                                                         |                                       |
| Esprit D'Amour                                                      | Ringo Lam                      | Alan Tam, Ni Shu-chun | Hong Kong                                                                          |                                       |
| Ghostbusters                                                        | Ivan Reitman                   | Bill Murray, Dan Aykroyd, Sigourney Weaver, Harold Ramis, Rick Moranis                                                                                       | Statele Unite ale Americii                                                         | Horror, Science Fiction               |
| Gremlins                                                            | Joe Dante                      | Hoyt Axton, John Louie, Keye Luke, Don Steele, Susan Burgess, Scott Brady, Zach Galligan                                                                     | Statele Unite ale Americii                                                         |                                       |
| Nausicaä of the Valley of the Wind                                  | Hayao Miyazaki                 | | Japonia                                                                            | Anime film                            |
| The Neverending Story                                               | Wolfgang Petersen              | Noah Hathaway, Barret Oliver, Tami Stronach | Germania de Vest · Regatul Unit al Marii Britanii și al Irlandei de Nord           |                                       |
| Ronia, the Robber's Daughter                                        | Tage Danielsson                | Hanna Zetterberg, Börje Ahlstedt, Lena Nyman | Suedia · Norvegia                                                                  |                                       |
| Sheena                                                              | John Guillermin                | Tanya Roberts, Ted Wass, Donovan Scott | Statele Unite ale Americii                                                         |                                       |
| Splash                                                              | Ron Howard                     | Tom Hanks, Daryl Hannah, John Candy, Eugene Levy | Statele Unite ale Americii                                                         |                                       |
| Supergirl                                                           | Jeannot Szwarc                 | Faye Dunaway, Helen Slater, Peter O'Toole | Regatul Unit al Marii Britanii și al Irlandei de Nord                              |                                       |
| Sword of the Valiant                                                | Stephen Weeks                  | Miles O'Keeffe, Sean Connery, Cyrielle Claire, Trevor Howard, Peter Cushing, John Rhys-Davies                                                                | Regatul Unit al Marii Britanii și al Irlandei de Nord                              |                                       |
| The Warrior and the Sorceress                                       | John C. Broderick              | David Carradine, Luke Askew, Maria Socas | Statele Unite ale Americii                                                         |                                       |
| 1985                                                                |                                | |                                                                                    |                                       |
| Barbarian Queen                                                     | Héctor Olivera                 | Lana Clarkson, Victor Bo, Dawn Dunlap | Statele Unite ale Americii · Argentina                                             | Produced by Roger Corman              |
| The Black Cauldron                                                  | Ted Berman, Richard Rich       | Grant Bardsley, Susan Sheridan, Nigel Hawthorne, Freddie Jones, Arthur Malet, Phil Fondacaro, John Hurt                                                      | Statele Unite ale Americii                                                         | Film de animație                      |
| Brazil                                                              | Terry Gilliam                  | Jonathan Pryce, Michael Palin, Kim Greist, Katherine Helmond, Ian Holm, Robert De Niro                                                                       | Regatul Unit al Marii Britanii și al Irlandei de Nord                              |                                       |
| The Dungeonmaster                                                   | Various                        | Jeffrey Byron, Richard Moll, Leslie Wing | Statele Unite ale Americii                                                         |                                       |
| Ladyhawke                                                           | Richard Donner                 | Matthew Broderick, Rutger Hauer, Michelle Pfeiffer | Statele Unite ale Americii                                                         |                                       |
| Legend                                                              | Ridley Scott                   | Tom Cruise, Mia Sara, Tim Curry | Regatul Unit al Marii Britanii și al Irlandei de Nord · Statele Unite ale Americii |                                       |
| The Peanut Butter Solution                                          | Michael Rubbo                  | Mathew Mackay, Siluck Saysanasy, Alison Podbrey | Canada                                                                             |                                       |
| The Purple Rose of Cairo                                            | Woody Allen                    | Mia Farrow, Jeff Daniels, Danny Aiello | Statele Unite ale Americii                                                         |                                       |
| Return to Oz                                                        | Walter Murch                   | Nicol Williamson, Jean Marsh, Fairuza Balk | Statele Unite ale Americii                                                         |                                       |
| Red Sonja                                                           | Richard Fleischer              | Brigitte Nielsen, Arnold Schwarzenegger, Sandahl Bergman | Statele Unite ale Americii                                                         |                                       |
| Santa Claus: The Movie                                              | Jeannot Szwarc                 | John Lithgow, Dudley Moore | Statele Unite ale Americii · Regatul Unit al Marii Britanii și al Irlandei de Nord |                                       |
| Wizards of the Lost Kingdom                                         | Héctor Olivera                 | Bo Svenson, Vidal Peterson | Statele Unite ale Americii                                                         |                                       |
| 1986                                                                |                                | |                                                                                    |                                       |
| Big Trouble in Little China                                         | John Carpenter                 | Kurt Russell, Kim Cattrall, Dennis Dun | Statele Unite ale Americii                                                         |                                       |
| Castle in the Sky                                                   | Hayao Miyazaki                 | | Japonia                                                                            | Anime film                            |
| Dream Lovers                                                        | Tony Au                        | Chow Yun-fat, Cher Yeung | Hong Kong                                                                          |                                       |
| The Golden Child                                                    | Michael Ritchie                | Eddie Murphy, Charles Dance, Charlotte Lewis | Statele Unite ale Americii                                                         |                                       |
| Highlander                                                          | Russell Mulcahy                | Christopher Lambert, Roxanne Hart, Clancy Brown | Regatul Unit al Marii Britanii și al Irlandei de Nord · Statele Unite ale Americii |                                       |
| Labyrinth                                                           | Jim Henson                     | David Bowie, Jennifer Connelly, Toby Froud | Regatul Unit al Marii Britanii și al Irlandei de Nord · Statele Unite ale Americii |                                       |
| Momo                                                                | Johannes Schaaf                | Radost Bokel, Mario Adorf, Armin Mueller-Stahl, Sylvester Groth                                                                                              | Germania · Italia                                                                  |                                       |
| Peggy Sue Got Married                                               | Francis Ford Coppola           | Kathleen Turner, Nicolas Cage, Barry Miller | Statele Unite ale Americii                                                         |                                       |
| The Worst Witch                                                     | Robert Young                   | Fairuza Balk, Diana Rigg, Charlotte Rae, Tim Curry | Regatul Unit al Marii Britanii și al Irlandei de Nord · Statele Unite ale Americii | Film de televiziune                   |
| 1987                                                                |                                | |                                                                                    |                                       |
| Snow White                                                          | Michael Berz                   | Diana Rigg, Billy Barty, Sarah Patterson | Statele Unite ale Americii                                                         |                                       |
| A Chinese Ghost Story                                               | Ching Siu Tung                 | Leslie Cheung, Wong Tsu Hsien, Wu Ma | Hong Kong                                                                          |                                       |
| The Barbarians                                                      | Ruggero Deodato                | David Paul, Peter Paul, Richard Lynch | Italia · Statele Unite ale Americii                                                |                                       |
| Date with an Angel                                                  | Tom McLoughlin                 | Michael E. Knight, Phoebe Cates, Emmanuelle Béart | Statele Unite ale Americii                                                         |                                       |
| Mannequin                                                           | Michael Gottlieb               | Andrew McCarthy, Kim Cattrall, Estelle Getty | Statele Unite ale Americii                                                         |                                       |
| Masters of the Universe                                             | Gary Goddard                   | Dolph Lundgren, Frank Langella, Meg Foster | Statele Unite ale Americii                                                         |                                       |
| Mio in the Land of Faraway                                          | Vladimir Grammatikov           | Christopher Lee, Christian Bale, Nicholas Pickard, Timothy Bottoms, Susannah York                                                                            | Suedia · Uniunea Republicilor Sovietice Socialiste · Norvegia                      |                                       |
| The Princess Bride                                                  | Rob Reiner                     | Cary Elwes, Robin Wright, Chris Sarandon | Statele Unite ale Americii                                                         |                                       |
| Rouge                                                               | Stanley Kwan                   | Anita Mui, Leslie Cheung, Man Chi Leung | Hong Kong                                                                          |                                       |
| Wings of Desire                                                     | Wim Wenders                    | Bruno Ganz, Solveig Dommartin, Peter Falk | Germania de Vest · Franța                                                          |                                       |
| The Witches of Eastwick                                             | George Miller                  | Jack Nicholson, Cher, Susan Sarandon | Statele Unite ale Americii                                                         |                                       |
| 1988                                                                |                                | |                                                                                    |                                       |
| The Lion The Witch And The Wardrobe                                 |                                | Richard Dempsey, Sophie Cook, Jonathan R. Scott, Sophie Wilcox                                                                                               | Regatul Unit al Marii Britanii și al Irlandei de Nord                              |                                       |
| The Adventures of Baron Munchausen                                  | Terry Gilliam                  | John Neville, Sarah Polley, Eric Idle | Regatul Unit al Marii Britanii și al Irlandei de Nord · Germania de Vest           |                                       |
| Alice                                                               | Jan Švankmajer                 | Kristina Kohoutova | Cehoslovacia · Elveția                                                             |                                       |
| Beetlejuice                                                         | Tim Burton                     | Alec Baldwin, Geena Davis, Michael Keaton, Winona Ryder | Statele Unite ale Americii                                                         | Horror                                |
| Big                                                                 | Penny Marshall                 | Tom Hanks, Elizabeth Perkins, John Heard | Statele Unite ale Americii                                                         |                                       |
| Gandahar                                                            | René Laloux                    | | Franța                                                                             | Film de animație                      |
| The Land Before Time                                                | Don Bluth                      | Gabriel Damon, Candace Huston, Judith Barsi, Will Ryan, Pat Hingle                                                                                           | Statele Unite ale Americii                                                         | Film de animație                      |
| My Neighbor Totoro                                                  | Hayao Miyazaki                 | | Japonia                                                                            | Anime film                            |
| Peacock King                                                        | Nam Lai Choi                   | Yuen Biao, Gloria Yip, Hiroshi Mikami | Hong Kong                                                                          |                                       |
| Portrait of a Nymph                                                 | Wu Ma                          | | Hong Kong                                                                          |                                       |
| Tommy Tricker and the Stamp Traveller                               | Michael Rubbo                  | | Canada                                                                             |                                       |
| Vice Versa                                                          | Brian Gilbert                  | Judge Reinhold, Fred Savage, Corinne Bohrer | Statele Unite ale Americii                                                         |                                       |
| Willow                                                              | Ron Howard                     | Val Kilmer, Joanne Whalley, Warwick Davis | Statele Unite ale Americii                                                         |                                       |
| Who Framed Roger Rabbit                                             | Robert Zemeckis                | Bob Hoskins, Christopher Lloyd, Joanna Cassidy | Statele Unite ale Americii                                                         | Film de comedie                       |
| 1989                                                                |                                | |                                                                                    |                                       |
| Prince Caspian and The Voyage of the Dawn Treader                   |                                | Warwick Davis, Jonathan R. Scott, Sophie Wilcox, David Thwaites                                                                                              | Regatul Unit al Marii Britanii și al Irlandei de Nord                              |                                       |
| Always                                                              | Steven Spielberg               | Richard Dreyfuss, Holly Hunter, Brad Johnson | Statele Unite ale Americii                                                         |                                       |
| Batman                                                              | Tim Burton                     | Michael Keaton, Jack Nicholson, Kim Basinger | Statele Unite ale Americii                                                         |                                       |
| Bill & Ted's Excellent Adventure                                    | Stephen Herek                  | Keanu Reeves, Alex Winter, George Carlin | Statele Unite ale Americii                                                         |                                       |
| Chances Are                                                         | Emile Ardolino                 | Cybill Shepherd, Robert Downey, Jr., Ryan O'Neal | Statele Unite ale Americii                                                         |                                       |
| Dream a Little Dream                                                | Marc Rocco                     | Corey Feldman, Meredith Salenger, Jason Robards, Jr. | Statele Unite ale Americii                                                         |                                       |
| Erik the Viking                                                     | Terry Jones                    | Tim Robbins, Gary Cady, Mickey Rooney | Regatul Unit al Marii Britanii și al Irlandei de Nord · Statele Unite ale Americii |                                       |
| Ghostbusters II                                                     | Ivan Reitman                   | Ivan Reitman, Dan Aykroyd, Sigourney Weaver, Harold Ramis | Statele Unite ale Americii                                                         |                                       |
| Indiana Jones and the Last Crusade                                  | Steven Spielberg               | Harrison Ford, Sean Connery, Denholm Elliot | Statele Unite ale Americii                                                         | Adventure                             |
| Kiki's Delivery Service                                             | Hayao Miyazaki                 | | Japonia                                                                            | Anime film                            |
| The Little Mermaid                                                  | Ron Clements, John Musker      | René Auberjonois, Christopher Daniel Barnes, Jodi Benson, Pat Carroll, Paddi Edwards, Buddy Hackett, Jason Marin, Kenneth Mars, Ben Wright, Samuel E. Wright | Statele Unite ale Americii                                                         | Film de animație                      |
| Little Monsters                                                     | Richard Greenberg              | Fred Savage, Howie Mandel, Rick Ducommun | Statele Unite ale Americii                                                         |                                       |
| Santa Sangre                                                        | Alejandro Jodorowsky           | Axel Jodorowsky, Blanca Guerra, Sabrina Dennison | Italia · Mexic                                                                     |                                       |
| Teen Witch                                                          | Dorian Walker                  | Robyn Lively, Dan Gauthier, Joshua Miller | Statele Unite ale Americii                                                         |                                       |

1. ↑  Along Unknown Paths 1982 ‘Tam, na Nevedomykh Dorozhkakh...’ Directed by Mikhail Yuzovsky